# Sé Nova
Sé Nova é um bairro da cidade portuguesa e do Município de Coimbra, paróquia da diocese, e que foi sede da extinta Freguesia da Sé Nova que tinha 1,6 km² de área e 6 741 habitantes (2011), e, por isso, com uma densidade populacional de 4 213,1 hab/km².
A Freguesia da Sé Nova foi extinta em 2013, no âmbito de uma reforma administrativa nacional, tendo sido agregada às freguesias de Santa Cruz, Almedina e São Bartolomeu, para formar uma nova freguesia denominada União das Freguesias de Coimbra (Sé Nova, Santa Cruz, Almedina e São Bartolomeu).
Era a freguesia com maior número de nascimentos em todo o Distrito de Coimbra, por nela se situarem as duas únicas maternidades da cidade.

## População

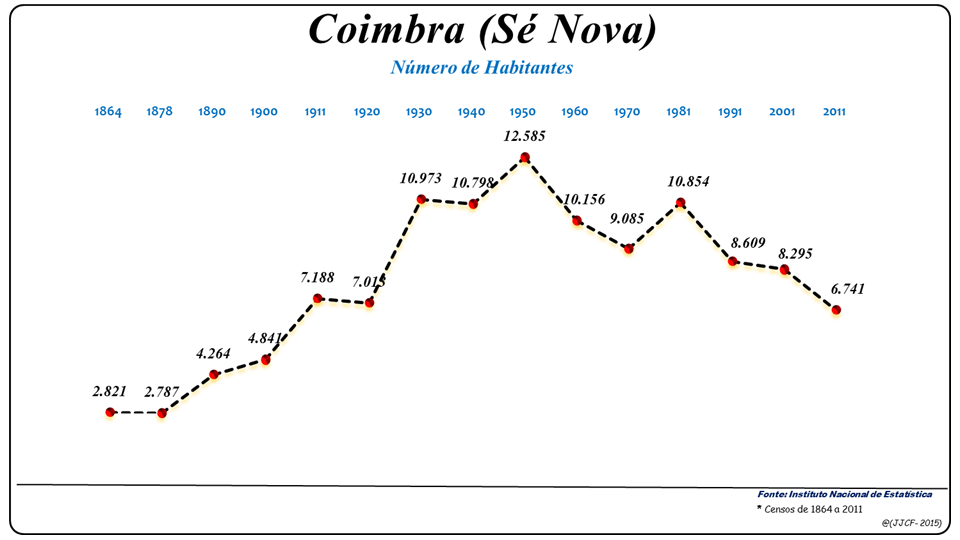
Evolução da População (1864 / 2011)

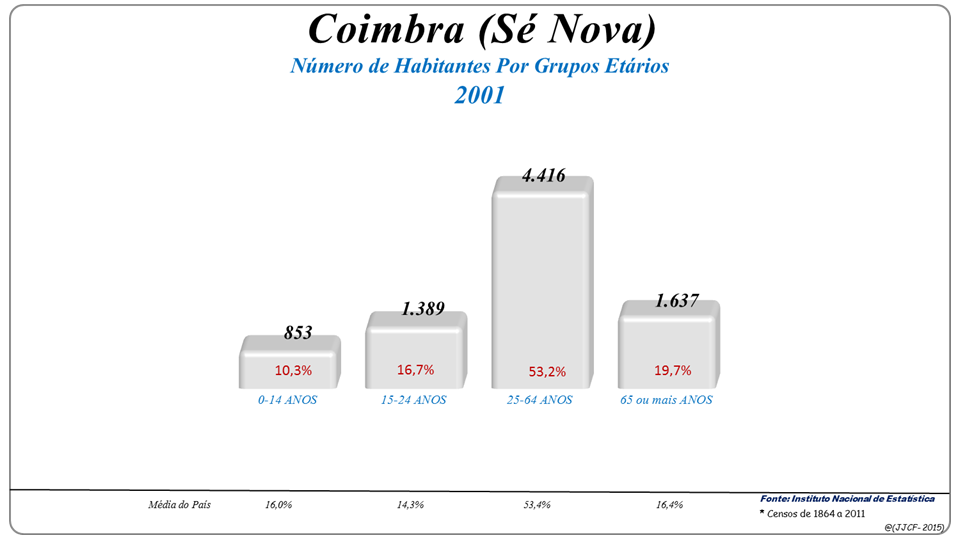
Grupos Etários (2001 e 2011)

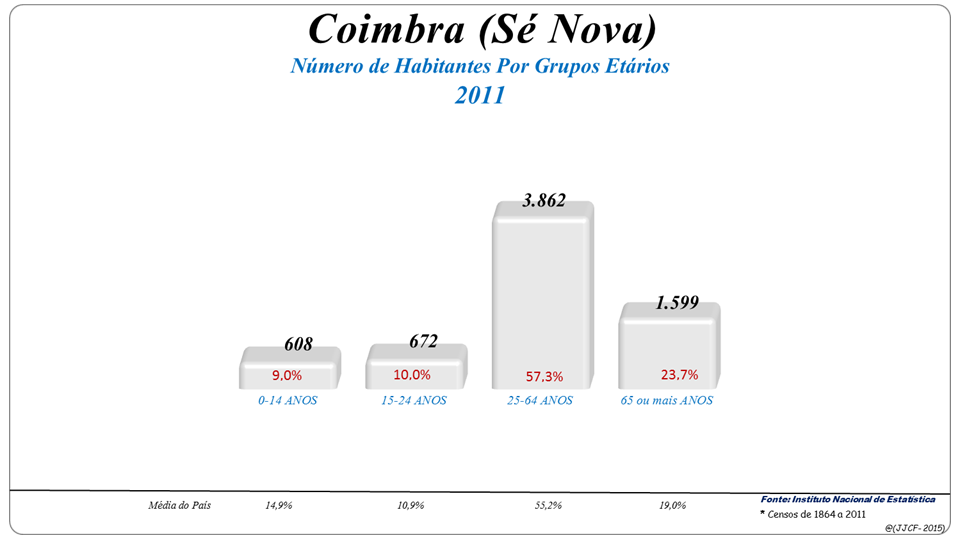
Grupos Etários (2001 e 2011)

| População da Freguesia de Coimbra (Sé Nova) | População da Freguesia de Coimbra (Sé Nova) | População da Freguesia de Coimbra (Sé Nova) | População da Freguesia de Coimbra (Sé Nova) | População da Freguesia de Coimbra (Sé Nova) | População da Freguesia de Coimbra (Sé Nova) | População da Freguesia de Coimbra (Sé Nova) | População da Freguesia de Coimbra (Sé Nova) | População da Freguesia de Coimbra (Sé Nova) | População da Freguesia de Coimbra (Sé Nova) | População da Freguesia de Coimbra (Sé Nova) | População da Freguesia de Coimbra (Sé Nova) | População da Freguesia de Coimbra (Sé Nova) | População da Freguesia de Coimbra (Sé Nova) | População da Freguesia de Coimbra (Sé Nova) |
| ------------------------------------------- | ------------------------------------------- | ------------------------------------------- | ------------------------------------------- | ------------------------------------------- | ------------------------------------------- | ------------------------------------------- | ------------------------------------------- | ------------------------------------------- | ------------------------------------------- | ------------------------------------------- | ------------------------------------------- | ------------------------------------------- | ------------------------------------------- | ------------------------------------------- |
| 1864                                        | 1878                                        | 1890                                        | 1900                                        | 1911                                        | 1920                                        | 1930                                        | 1940                                        | 1950                                        | 1960                                        | 1970                                        | 1981                                        | 1991                                        | 2001                                        | 2011                                        |
| 2 821                                       | 2 787                                       | 4 264                                       | 4 841                                       | 7 188                                       | 7 013                                       | 10 973                                      | 10 798                                      | 12 585                                      | 10 156                                      | 9 085                                       | 10 854                                      | 8 609                                       | 8 295                                       | 6 741                                       |

## Património
- Aqueduto de São Sebastião mais conhecido por Arcos do Jardim
- Colégio de São Jerónimo
- Igreja de São João de Almedina
- Portais da Igreja de Santa Ana ou Convento de Santa Ana
- Portal do Colégio de São Tomás
- Palácio Episcopal de Coimbra onde está instalado o Museu Nacional de Machado de Castro
- Palácio das Escolas onde está instalada a reitoria e o edifício histórico da Universidade de Coimbra
- Parque de Santa Cruz ou Jardim da Sereia
- Sé Nova de Coimbra ou Colégio dos Jesuítas ou Igreja das Onze Mil Virgens